# Scleromystax barbatus

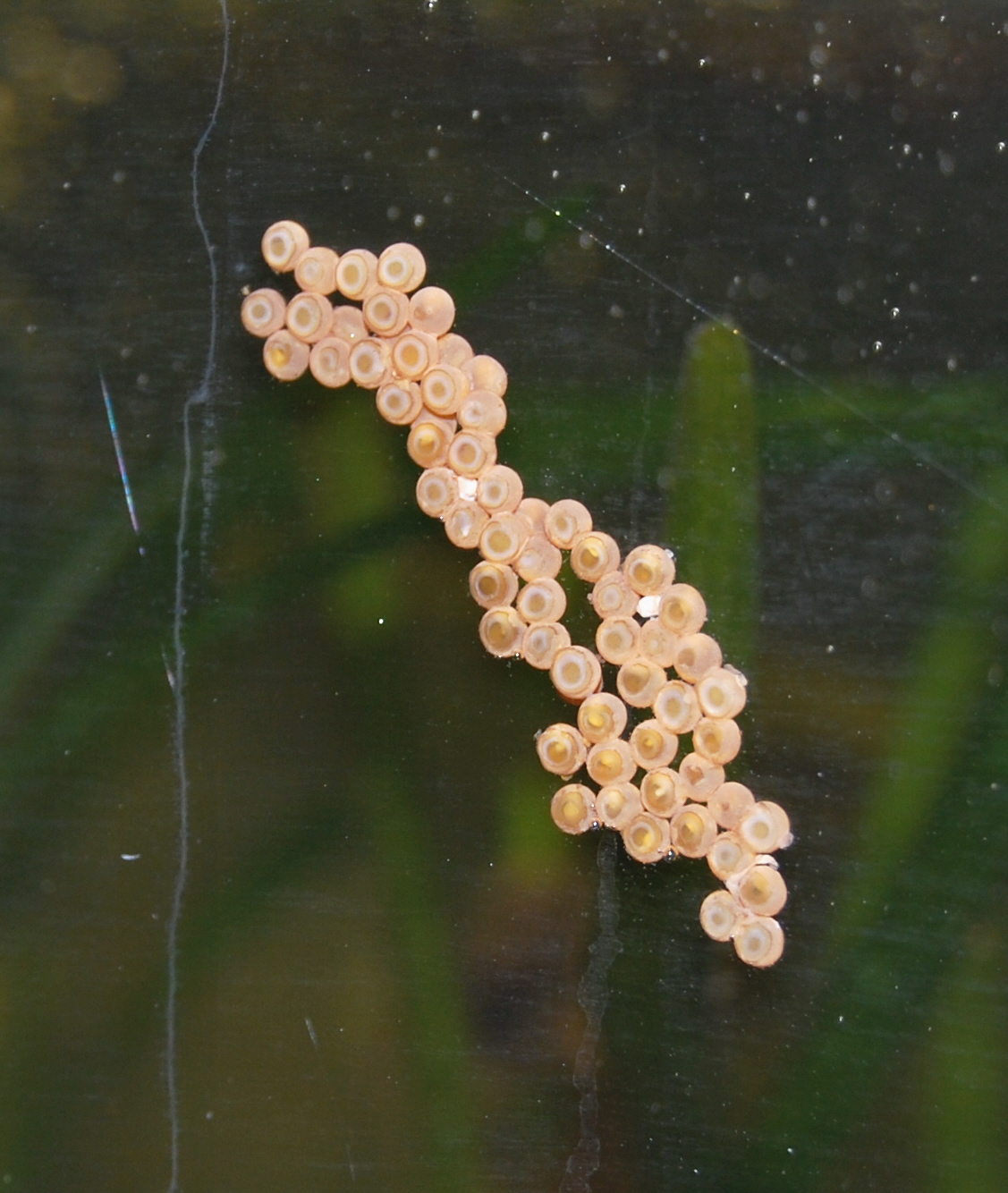
Posta

Scleromystax barbatus és una espècie de peix de la família dels cal·líctids i de l'ordre dels siluriformes.

## Morfologia
- Els mascles poden assolir 9,8 cm de longitud total.[1][2]

## Hàbitat
És un peix d'aigua dolça i de clima subtropical.

## Distribució geogràfica
Es troba a Sud-amèrica: conques fluvials costaneres entre Rio de Janeiro i Santa Catarina (Brasil).